# Tory Lane
Tory Lane, nome artístico de Lisa Piasecki (Fort Lauderdale, 30 de Setembro de 1982), é uma atriz pornográfica norte-americana.

## Biografia
Tory Lane nasceu em Fort Lauderdale, Florida. Ela começou a fazer balé clássico com seis anos. Depois do colegial, começou a trabalhar como uma garçonete no bar de um clube chamado The Elbo Room on Ft. Lauderdale Beach. Mais tarde no restaurante Hooters, depois em uma livraria erótica e finalmente como strip-teaser nos clubes da Flórida. 
Em Hooters, ela foi eventualmente abordada por representantes da LA Direct Models, uma agência de talentos de Los Angeles para indústria pornô.
Assinando com LA Direct a primeira cena de Lane em um filme pornográfico foi com Ben English e Marco em The Young & The Raunchy da Suze Randall. Desde então ela apareceu em mais de 200 filmes que geralmente entram nos sub-gêneros de hardcore, gonzo e anal.
Depois de aproximadamente quatro meses, Lane se casou com o fotógrafo pornô e ator Rick Shameless, em Las Vegas, Nevada em 2005. Depois de casada, ela decidiu só fazer cenas com mulheres em filmes pornográficos. Devido a isso ela foi despedida pela seu representante e foi forçada a trabalhar independentemente. Em novembro de 2005, ela divorciou e começou fazer cenas heterossexuais novamente. Lane continuou a carreira como um strip-teaser, trabalhando freqüentemente em clubes noturnos pelo sudoeste dos Estados Unidos. Atriz também tem um site na Web do qual ela lança cenas exclusivas, como também responde os fãs que participam em conversas on-line.
Em 2006, Tory era uma finalista na segunda temporada do reality show Jenna's American Sex Star no canal Playboy TV, com Roxy Jezel, Jenna Presley e Daisy Marie. Ela perdeu o prêmio, um contrato com a Club Jenna, para Jezel.
Em maio de 2007, Lane assinou um contrato de dois-ano com Sin City para atuar e dirigir. Um ano depois em 2008 foi anunciado a rescisão contratual.

## Prêmios
- 2007: Adultcon Top 20 Adult Actresses[5]
- 2009: AVN Award – Melhor Cena de Sexo em POV (Best POV Sex Scene) – Double Vision 2[6]
- 2010: AVN Award – Melhor Cena de Sexo Grupal (Best Group Sex Scene) – 2040[7]
- +23 indicações[8]